# Braunsapis madecassella
Braunsapis madecassella là một loài Hymenoptera trong họ Apidae. Loài này được Michener mô tả khoa học năm 1977.